# エチオピア民主同盟
エチオピア民主同盟（エチオピアみんしゅどうめい、アムハラ語: የኢትዮጵያ ዴሞክራሲያዊ ህብረት、英語: Ethiopia Democratic Union、略称: EDU）、またはエチオピア民主連合は、マンガシャ・セユムが結成したエチオピアの政治グループ。ティグレ州知事マンガシャ・セユムがデルグ（1974年のエチオピア革命で成立）への反対から結成したグループで、立憲君主制の設立を主張していた。

## 歴史
1976年、マンガシャ・セユムは元ゴンダール知事のネガ・テゲクネと連携し、ロンドンでエチオピア民主同盟を結成した。EDUは西側諸国から支持を受けていた。また、スーダン政府からも軍事的支援を受けた。EDUは親ハイレ・セラシエ派の人々が参加して結成されため、グループ初期は王党派であった。グループはエチオピア帝国時代の旧地主層が主体となっており、1976年には首都アディスアベバで活動を活発化させていた。その後もEDUはエチオピアの農村地域で反体制的な活動を続けた。1977年の2月から4月にかけてゴンダール州の各地を占領したが、6月から7月にはデルグ政権派の民兵に反撃され、敗北した。その後、EDUは指導部内での分裂に直面し、弱体化した。そして、EDUはティグレ州でティグレ人民解放戦線に敗北し、ティグレ州から撤退した。
エチオピア人民革命民主戦線（EPRDF）が政権を掌握すると、新しく形成された議会に進出し、王党派であることをやめた。EDUは、エチオピア人民革命党、全エチオピア社会主義者運動（MEISON）、エチオピア人民民主同盟を含む37の政党と共に、デルグ・EPRDF両者に反対する政党を取りまとめて成立したエチオピア民主軍連合（COEDF）に加盟していた。最終的に、1999年に結成されたエチオピア民主党（英語: Ethiopia Democratic Party）に吸収合併され、会長のマンガシャ・セユムは民主党の名誉会長に就任した。しかし、マンガシャ・セユムは特に活動を行うことはなく、後にポストは消滅した。